# Xanthorhoe semenowi
Xanthorhoe semenowi är en fjärilsart som beskrevs av Sterneck 1928. Xanthorhoe semenowi ingår i släktet Xanthorhoe och familjen mätare. Inga underarter finns listade i Catalogue of Life.